# ساختار (منطق ریاضی)
در جبر جهانی و نظریه مدل، ساختار (به انگلیسی: Structure) شامل مجموعه‌ای به همراه گردایه‌ای از عملگرهای متناهی و روابطی است که رویش تعریف شده‌است.
جبر جهانی به مطالعه ساختارهایی می‌پردازد که ساختارهای جبری چون گروه‌ها، حلقه‌ها، میدان‌ها و فضاهای برداری را تعمیم می‌دهد. عبارت جبر جهانی را برای ساختارهایی به کار می‌برند که مجهز به هیچ رابطه دوتایی نباشند.
نظریه مدل دارای چشم‌انداز متفاوتی است که نظریات بیشتری شامل ساختارهای بنیان‌های ریاضیاتی چون نظریه مجموعه‌ها را را در بر می‌گیرد. از نقطه نظر نظریه مدل، ساختارها اشیائی اند که از آن‌ها جهت تعریف مفاهیم منطق مرتبه اول استفاده شده‌است. برای یک قضیه دلخواه در نظریه مدل، به ساختار مدل گفته می‌شود اگر در اصول موضوعه‌های تعریف شده برای آن قضیه صدق کند، گرچه که برخی مواقع، هنگامی که در بستر کلی تر مدل‌های ریاضیاتی، در مورد مفهوم مورد نظر صحبت می‌گردد، با مدل مفهومی اشتباه می‌شود. برخی مواقع منطق‌دانان از ساختارها به مفسرها یاد می‌کنند.
در نظریه پایگاه داده‌ها، ساختارهایی که هیچ عملکردی ندارند را به عنوان مدل‌هایی برای پایگاه‌داده‌های رابطه‌ای و به فرم مدل‌های رابطه‌ای مورد مطالعه قرار می‌دهند.

## ارجاعات
1. ↑  Hodges, Wilfrid (2009). "Functional Modelling and Mathematical Models".  In Meijers, Anthonie (ed.). Philosophy of technology and engineering sciences. Handbook of the Philosophy of Science. Vol. 9. Elsevier. ISBN 978-0-444-51667-1.